# قرصعنة متجمعة
القِرصَعنة المتجمعة (باللاتينية: Eryngium glomeratum) نوع نباتي عشبي يتبع جنس القِرصَعنة من الفصيلة الخيمية.

## الموئل والانتشار
موطنه الأصلي بلاد الشام وسيناء والمغرب العربي وتركيا.